# Плавання на Чемпіонаті світу з водних видів спорту 1994
Змагання з плавання на Чемпіонаті світу з водних видів спорту 1994 тривали з 5 до 11 вересня 1994 року у відкритому басейні в Італійському форумі в Римі (Італія). Розіграно 32 комплекти нагород, по 16 серед чоловіків та жінок, 26 індивідуальних і 6 естафет.

## Результати

### Чоловіки
| Дисципліна                      | Золото                                                             | Золото     | Срібло                                                                   | Срібло   | Бронза                                                                 | Бронза   |
| ------------------------------- | ------------------------------------------------------------------ | ---------- | ------------------------------------------------------------------------ | -------- | ---------------------------------------------------------------------- | -------- |
| 50 м вільним стилем             | Олександр Попов Росія                                              | 22.17      | Ґері Голл-молодший США                                                   | 22.40    | Раймундас Мажуоліс Литва                                               | 22.52    |
| 100 м вільним стилем            | Олександр Попов Росія                                              | 49.12      | Ґері Голл-молодший США                                                   | 49.41    | Густаво Боржес Бразилія                                                | 49.52    |
| 200 м вільним стилем            | Антті Касвіо Фінляндія                                             | 1:47.32    | Андерс Гольмертц Швеція                                                  | 1:48.24  | Деньйон Лоудер Нова Зеландія                                           | 1:48.49  |
| 400 м вільним стилем            | Кірен Перкінс Австралія                                            | 3:43.80 WR | Антті Касвіо Фінляндія                                                   | 3:48.55  | Деньйон Лоудер Нова Зеландія                                           | 3:48.62  |
| 1500 м вільним стилем           | Кірен Перкінс Австралія                                            | 14:50.52   | Денієл Ковалскі Австралія                                                | 14:53.42 | Штеффен Цеснер Німеччина                                               | 15:09.20 |
|                                 |                                                                    |            |                                                                          |          |                                                                        |          |
| 100 м на спині                  | Мартін Лопес-Суберо Іспанія                                        | 55.17 CR   | Джефф Раус США                                                           | 55.51    | Тамаш Дойч Угорщина                                                    | 55.69    |
| 200 м на спині                  | Володимир Сельков Росія                                            | 1:57.42 CR | Мартін Лопес-Суберо Іспанія                                              | 1:58.75  | Ройс Шарп США                                                          | 1:58.86  |
|                                 |                                                                    |            |                                                                          |          |                                                                        |          |
| 100 м брасом                    | Норберт Рожа Угорщина                                              | 1:01.24 CR | Карой Гюттлер Угорщина                                                   | 1:01.44  | Фредерік Дебергґреве Бельгія                                           | 1:01.79  |
| 200 м брасом                    | Норберт Рожа Угорщина                                              | 2:12.81    | Ерік Вандерліх США                                                       | 2:12.87  | Карой Гюттлер Угорщина                                                 | 2:14.12  |
|                                 |                                                                    |            |                                                                          |          |                                                                        |          |
| 100 м батерфляєм                | Рафал Шукала Польща                                                | 53.51      | Ларс Фреландер Швеція                                                    | 53.65    | Денис Панкратов Росія                                                  | 53.68    |
| 200 м батерфляєм                | Денис Панкратов Росія                                              | 1:56.54    | Деньйон Лоудер Нова Зеландія                                             | 1:57.99  | Кріс-Кароль Бремер Німеччина                                           | 1:58.11  |
|                                 |                                                                    |            |                                                                          |          |                                                                        |          |
| 200 м комплексом                | Яні Сієвінен Фінляндія                                             | 1:58.16 WR | Ґреґ Берджесс США                                                        | 2:00.86  | Аттіла Цене Угорщина                                                   | 2:01.84  |
| 400 м комплексом                | Том Долан США                                                      | 4:12.30 WR | Яні Сієвінен Фінляндія                                                   | 4:13.29  | Ерік Намеснік США                                                      | 4:15.69  |
|                                 |                                                                    |            |                                                                          |          |                                                                        |          |
| Естафета 4×100 м вільним стилем | США Джон Олсен Джош Девіс Уґур Танер Ґері Голл-молодший            | 3:16.90 CR | Росія Роман Щоголєв Володимир Предкін Володимир Пишненко Олександр Попов | 3:18.12  | Бразилія Фернандо Шерер Теофіло Феррейра Андре Тейшейра Густаво Боржес | 3:19.35  |
| 4×200m freestyle relay          | Швеція Крістер Валлін Томмі Вернер Ларс Фреландер Андерс Гольмертц | 7:17.74    | Росія Юрій Мухін Роман Щоголєв Володимир Пишненко Денис Панкратов        | 7:18.13  | Німеччина Андреас Сіґат Хрістіан Келлер Олівер Лампе Штеффен Цеснер    | 7:19.10  |
| Естафета 4×100 м комплексом     | США Джефф Раус Ерік Вандерліх Марк Гендерсон Ґері Голл-молодший    | 3:37.74 CR | Росія Володимир Сельков Василь Іванов Денис Панкратов Олександр Попов    | 3:38.28  | Угорщина Тамаш Дойч Норберт Рожа Петер Хорват Аттіла Цене              | 3:39.47  |

Легенда: WR – Світовий рекорд; CR – Рекорд чемпіонатів світу

### Жінки
| Дисципліна                      | Золото                                       | Золото         | Срібло                                                               | Срібло  | Бронза                                                                        | Бронза  |
| ------------------------------- | -------------------------------------------- | -------------- | -------------------------------------------------------------------- | ------- | ----------------------------------------------------------------------------- | ------- |
| 50 м вільним стилем             | Ле Цзін'ї Китай                              | 24.51 WR       | Наталія Мещерякова Росія                                             | 25.10   | Емі Ван Дікен США                                                             | 25.18   |
| 100 м вільним стилем            | Ле Цзін'ї Китай                              | 54.01 WR       | Люй Бінь Китай                                                       | 54.15   | Францишка ван Альмсік Німеччина                                               | 54.77   |
| 200 м вільним стилем            | Францишка ван Альмсік Німеччина              | 1:56.78 WR     | Люй Бінь Китай                                                       | 1:56.89 | Клаудія Полл Коста-Рика                                                       | 1:57.61 |
| 400 м вільним стилем            | Ян Айхуа Китай                               | 4:09.64        | Крістіна Тойшер США                                                  | 4:10.21 | Клаудія Полл Коста-Рика                                                       | 4:10.61 |
| 800 м вільним стилем            | Дженет Еванс США                             | 8:29.85        | Гейлі Льюїс Австралія                                                | 8:29.94 | Брук Беннетт США                                                              | 8:31.30 |
|                                 |                                              |                |                                                                      |         |                                                                               |         |
| 100 м на спині                  | Хе Цихун Китай                               | 1:00.57 CR     | Ніна Живаневська Росія                                               | 1:00.83 | Барбара Бедфорд США                                                           | 1:01.32 |
| 200 м на спині                  | Хе Цихун Китай                               | 2:07.40 CR, NR | Крістіна Егерсегі Угорщина                                           | 2:09.10 | Лоренца Вігарані Італія                                                       | 2:10.92 |
|                                 |                                              |                |                                                                      |         |                                                                               |         |
| 100 м брасом                    | Саманта Райлі Австралія                      | 1:07.69 WR     | Дай Ґохун Китай                                                      | 1:09.26 | Юань Юань Китай                                                               | 1:10.19 |
| 200 м брасом                    | Саманта Райлі Австралія                      | 2:26.87 CR     | Юань Юань Китай                                                      | 2:27.38 | Бріжитт Бекю Бельгія                                                          | 2:28.85 |
|                                 |                                              |                |                                                                      |         |                                                                               |         |
| 100 м батерфляєм                | Лю Лімінь Китай                              | 58.98 CR       | Цюй Юнь Китай                                                        | 59.69   | Сьюзі О'Нілл Австралія                                                        | 1:00.11 |
| 200 м батерфляєм                | Лю Лімінь Китай                              | 2:07.25 CR     | Цюй Юнь Китай                                                        | 2:07.42 | Сьюзі О'Нілл Австралія                                                        | 2:09.54 |
|                                 |                                              |                |                                                                      |         |                                                                               |         |
| 200 м комплексом                | Люй Бінь Китай                               | 2:12.34        | Еллісон Ваґнер США                                                   | 2:14.40 | Еллі Овертон Австралія                                                        | 2:15.26 |
| 400 м комплексом                | Дай Ґохун Китай                              | 4:39.14        | Еллісон Ваґнер США                                                   | 4:39.98 | Крістін Куанс США                                                             | 4:42.21 |
|                                 |                                              |                |                                                                      |         |                                                                               |         |
| Естафета 4×100 м вільним стилем | Китай Ле Їн Шань Їн Люй Бінь Ле Цзін'ї       | 3:37.91 WR     | США Анджел Мартіно Нікол Гейслетт Емі Ван Дікен Дженні Томпсон       | 3:41.50 | Німеччина Францишка ван Альмсік Катрін Майснер Керстін Кільґас Даніела Гунґер | 3:42.94 |
| Естафета 4×200 м вільним стилем | Китай Ле Їн Ян Айхуа Люй Бінь Чжоу Цюаньбінь | 7:57.96 CR     | Німеччина Францишка ван Альмсік Юлія Юнґ Керстін Кільґас Даґмар Газе | 8:01.37 | США Крістіна Тойшер Нікол Гейслетт Дженет Еванс Дженні Томпсон                | 8:03.16 |
| Естафета 4×100 м комплексом     | Китай Хе Цихун Дай Ґохун Лю Лімінь Ле Цзін'ї | 4:01.67 WR     | США Лія Лавлесс Крістін Куанс Емі Ван Дікен Дженні Томпсон           | 4:06.53 | Росія Ніна Живаневська Ольга Прохорова Світлана Поздєєва Наталія Мещерякова   | 4:06.70 |

Легенда: WR – світовий рекорд; CR – рекорд чемпіонатів світу

### Таблиця медалей
*   Країна-господарка ( Італія)
| Місце                | Країна               | Золото | Срібло | Бронза | Загалом |
| -------------------- | -------------------- | ------ | ------ | ------ | ------- |
| 1                    | КНР (CHN)            | 12     | 6      | 1      | 19      |
| 2                    | США (USA)            | 4      | 10     | 7      | 21      |
| 3                    | Росія (RUS)          | 4      | 5      | 2      | 11      |
| 4                    | Австралія (AUS)      | 4      | 2      | 3      | 9       |
| 5                    | Угорщина (HUN)       | 2      | 2      | 4      | 8       |
| 6                    | Фінляндія (FIN)      | 2      | 2      | 0      | 4       |
| 7                    | Швеція (SWE)         | 1      | 2      | 0      | 3       |
| 8                    | Німеччина (GER)      | 1      | 1      | 5      | 7       |
| 9                    | Іспанія (ESP)        | 1      | 1      | 0      | 2       |
| 10                   | Польща (POL)         | 1      | 0      | 0      | 1       |
| 11                   | Нова Зеландія (NZL)  | 0      | 1      | 2      | 3       |
| 12                   | Коста-Рика (CRC)     | 0      | 0      | 2      | 2       |
| 12                   | Бельгія (BEL)        | 0      | 0      | 2      | 2       |
| 12                   | Бразилія (BRA)       | 0      | 0      | 2      | 2       |
| 15                   | Італія (ITA)*        | 0      | 0      | 1      | 1       |
| 15                   | Литва (LTU)          | 0      | 0      | 1      | 1       |
| Загалом (16 збірних) | Загалом (16 збірних) | 32     | 32     | 32     | 96      |